# Дем'єн Туя
Дем'єн Туя (фр. Damien Touya, нар. 23 квітня 1975, Ла-Рошель, Франція) — французький фехтувальник на шаблях, олімпійський чемпіон (2004 рік), срібний (2000 рік) та бронзовий (1996 рік) призер Олімпійських ігор, триразовий чемпіон світу, дворазовий чемпіон Європи.

## Виступи на Олімпіадах
| Олімпіада    | Дисципліна          | Місце |
| ------------ | ------------------- | ----- |
| Атланта 1996 | індивідуальна шабля | 3     |
| Атланта 1996 | командна шабля      | 5     |
| Сідней 2000  | індивідуальна шабля | 5     |
| Сідней 2000  | командна шабля      | 2     |
| Афіни 2004   | індивідуальна шабля | 20    |
| Афіни 2004   | командна шабля      | 1     |